# Lil' L.O.V.E.
Singles par Bone Thugs-N-Harmony
I Tried
(2007) Rebirth
(2009)
Singles par Mariah Carey
Say Somethin'
(2006) Touch My Body
(2008)
Singles par Bow Wow
Don't Know About That
(2007) Hydrolics
(2007)
Lil' L.O.V.E. est une chanson du groupe Bone Thugs-N-Harmony en collaboration avec Mariah Carey et Bow Wow. Écrite par Carey, Jermaine Dupri, Shante Harris, A. Henderson, S. Howse, James Phillips et C. Struggs, elle est le second single de l'album Strength & Loyalty. Elle atteint la sixième place du hit-parade néo-zélandais.